# Ray-Ban Wayfarer

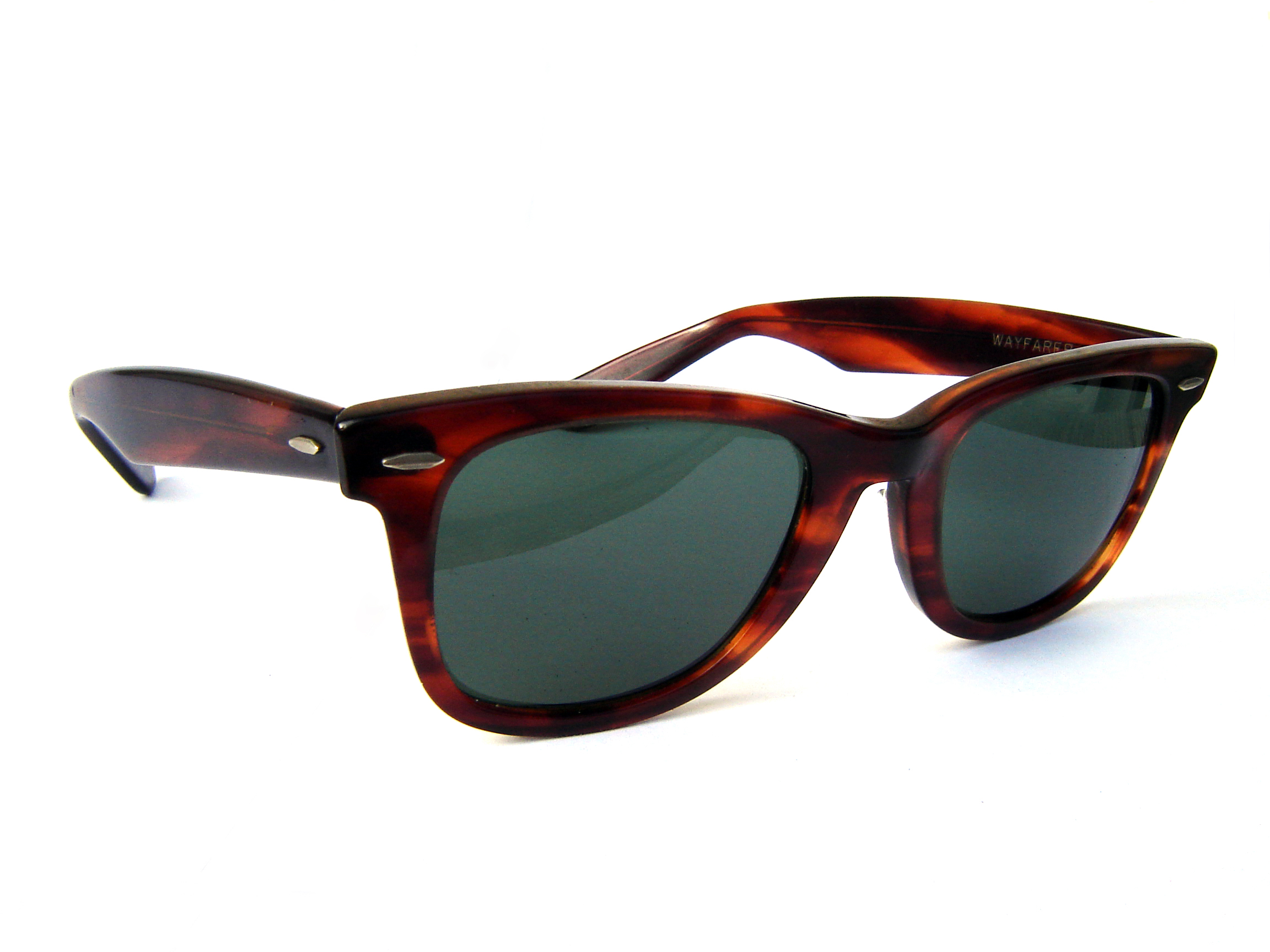
B&L5022. Классическая модель Ray-Ban Wayfarer 80-х годов

Ray-Ban Wayfarer — солнцезащитные очки компании Ray-Ban, появившиеся в 1952 году. Приобрели популярность в 1950-х и 1960-х годах, пережив два возрождения популярности в 1980-е и 2000-е годы.

## Дизайн

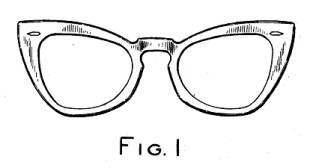
Рисунок формы оправы из патента Раймонда Стиджмана 1953 года

Дизайн очков Wayfarer был разработан в 1952 году американским дизайнером Раймондом Стиджманом, работавшем в то время в Bausch & Lomb, материнской компании Ray-Ban. Этот дизайн был вдохновлён «классикой середины века, которая могла бы соперничать с креслами Eames Lounge Chair и плавниками Cadillac». Во многом дизайн новой оправы появился благодаря зародившейся в 1950-х годах технологии литья пластмассы под давлением. На рисунке в патенте Wayfarer по форме больше напоминали стиль «кошачий глаз». Со временем линии оправы приобрели более строгие очертания, придя в итоге к ставшему классическим трапецевидному дизайну.

## Волны популярности Wayfarer

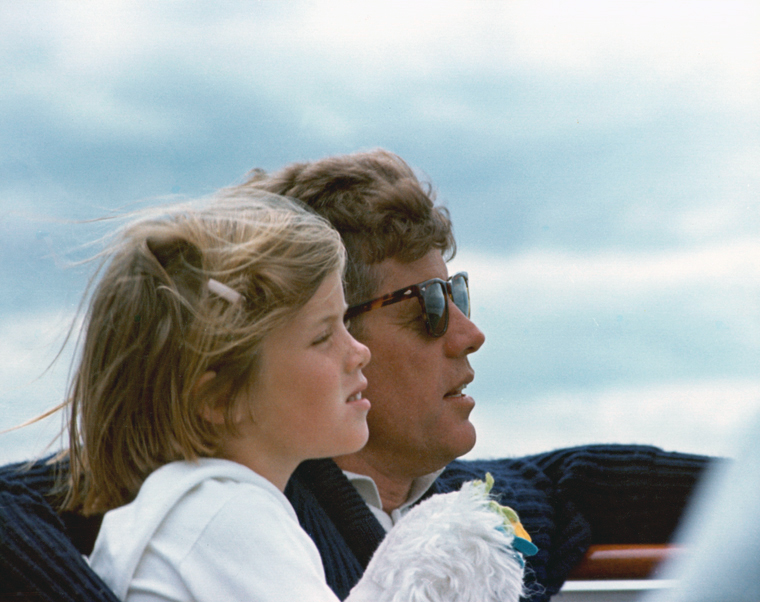
Джон Кеннеди в очках Wayfarer, 1963

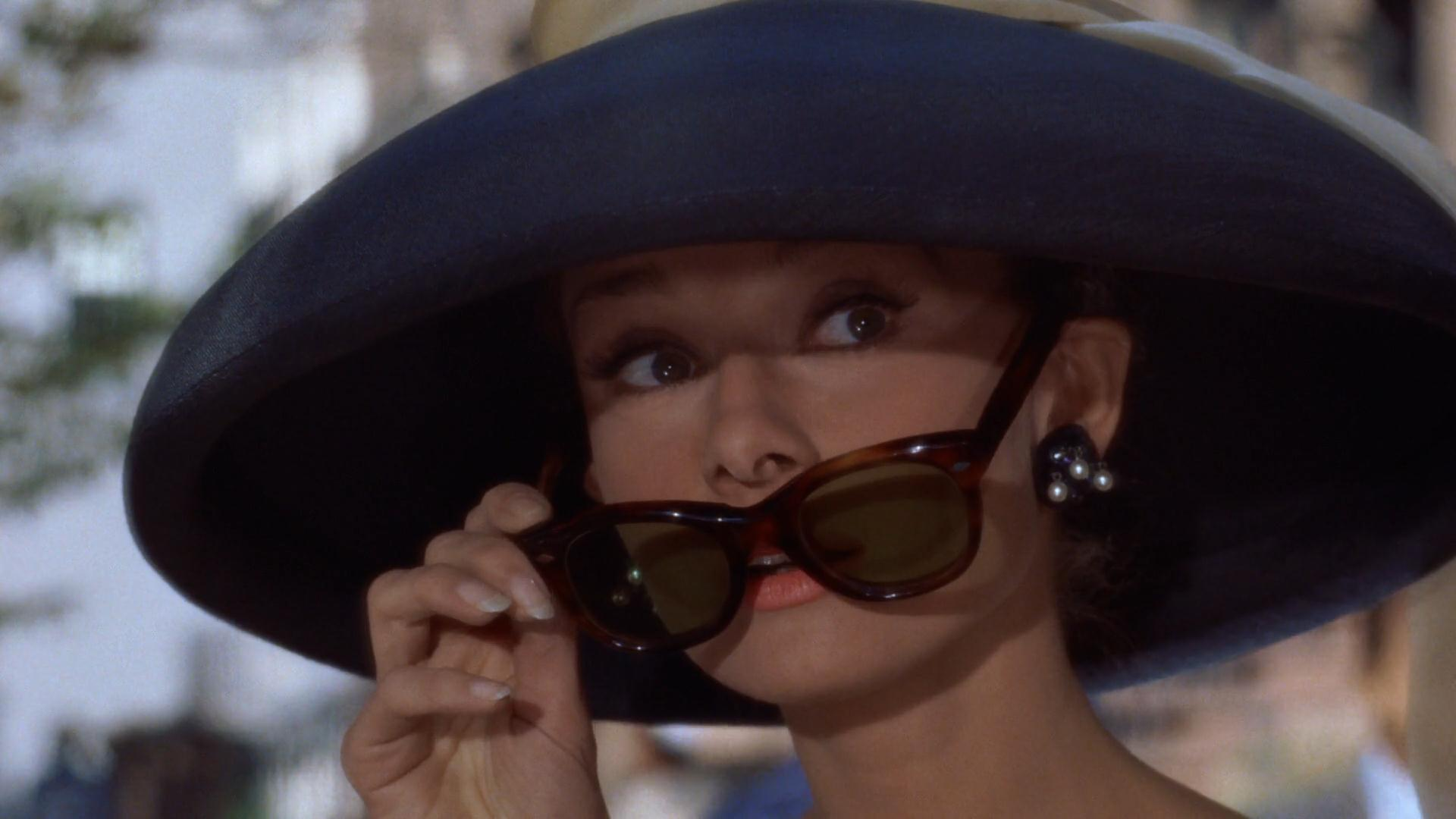
Одри Хепбёрн в фильме «Завтрак у Тиффани»

### 1970-е и 1980-е
После расцвета Ray-Ban Wayfarer в 1950-х и 1960-х годах продажи упали. Хотя культурной популярности Wayfarer в 1980 году способствовал фильм «Братья Блюз», в 1981 году было продано только 18 000 экземпляров очков, поставив Wayfarer на грань снятия с производства. В 1982 году компания Ray-Ban решает вложиться в продакт-плейсмент и подписывает контракт на 50 000 долларов в год с Unique Product Placement на использование очков Ray-Ban в фильмах и телешоу. С 1982 по 1987 год солнцезащитные очки Ray-Ban появлялись в более чем 60 фильмах и телешоу в год. В фильме «Рискованный бизнес» 1983 году герой Тома Круза носит очки Wayfarer, и в этом году было продано уже 360 000 экземпляров очков. Появления очков в таких фильмах, как «Клуб „Завтрак“», и в таких сериалах, как «Полиция Майами» и «Детективное агентство „Лунный свет“», позволили компании приблизиться к ежегодным продажам в 1,5 миллиона долларов.
Wayfarer носили многие музыканты, в числе которых Рой Орбисон, Майкл Джексон, Джордж Майкл, Рик Эстли, Билли Джоэл, Джонни Марр, Дебби Харри из Blondie, Мадонна, Элвис Костелло, участники U2 и Queen, а также Макс Хэдрум, Джек Николсон и Анна Винтур.
В романах Брета Истона Эллиса можно встретить частые упоминания Wayfarer. Культурное влияние Wayfarer также отразилось в музыке. В песне Дона Хенли 1984 года «The Boys of Summer» есть строки «You got your hair slicked back and those Wayfarers on, baby» (с англ. — «Твои волосы зачёсаны назад, и эти Wayfarers на тебе, детка»). В клипе Кори Харта на песню «Sunglasses at Night» певец и другие актёры носят Wayfarer, в этих же очках Харт позирует для обложки своего сингла.
Благодаря возросшей популярности линейка Ray-Ban Wayfarer расширилась с двух моделей в 1981 году до примерно 40 моделей к 1989 году.

### 1990-е
С начала 1990-х годов оправы Wayfarer снова потеряли популярность. Возрождение популярности 1980-х потеряло импульс, и очки были вытеснены другими оправами. Во время кризиса 1990-х годов материнская компания Ray-Ban, Bausch & Lomb, столкнулась с давлением со стороны конкурентов, таких как Oakley. В результате в 1999 году Ray-Ban была продана итальянской компании Luxottica Group S.p.A. за 640 миллионов долларов. В 2001 году Wayfarer претерпел значительную модернизацию с выходом модели RB2132, обрамление стало тоньше и менее угловатыми, а при производстве ацетилцеллюлоза была заменена литым пластиком. Изменения были призваны обновить стиль Wayfarer в период его непопулярности и сделать ношение более комфортным (например, наклон оправ старых моделей не позволял носить их на макушке).

### 2000-е

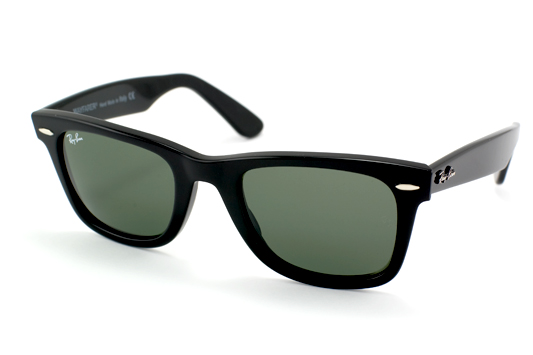
Современные очки Wayfarer

Wayfarer вернулись в моду в конце 2000-х, когда знаменитости, такие как Хлоя Севиньи и Мэри-Кейт Олсен, начали носить винтажные оправы. В Ray-Ban заметили, что винтажные вэйфареры продаются по значительным ценам на eBay, и в 2007 году было начато повторное внедрение оригинального дизайна Wayfarer с запуском модели RB2140. RB2140 идентична оригинальной модели B&L5022, однако металлические «шпильки» на дужках заменены логотипом Ray-Ban, а на правой линзе теперь также размещается логотип. Маркетинговая стратегия Ray-Ban состояла из трёх частей: возврат к оригинальному «бунтарскому» дизайну солнцезащитных очков, «острая» рекламная кампания и «громкие PR-мероприятия», а также использование новых медиа вроде MySpace для контакта с потребителями. Продажи очков в лондонских Selfridges в 2007 году выросли на 231 % по сравнению с 2006 годом, к октябрю 2007 года Wayfarer стали третьим по продажам продуктом Luxottica Group.

### 2020-е
В сентябре 2021 года Ray-Ban и Facebook объявили о сотрудничестве в области умных очков, в том числе Wayfarer со встроенными камерами под названием Ray-Ban Stories.

## Влияние
Вдохновлённые возрождением популярности Wayfarer в 2000-х годах, многие дизайнеры, не связанные с Ray-Ban, создали свои варианты оправ. Грант Крайецки из Grey Ant разработал увеличенную «мультяшную» версию очков, «настолько экстремальную, что [их] лучше всего носить людям с хорошим чувством юмора»[27]. Бренд Oliver Peoples, также принадлежащий Luxottica, выпустил винтажную коллекцию Hollis, вдохновлённую Wayfarer. Своими линейками отметились Converse, Juicy Couture, Hugo Boss, Kaenon Polarized Кейт Спейд и Марк Джейкобс.